# Осница (приток Желчи)
Осница (Бранка) — река в России, протекает в Псковской области. Устье реки находится в 38 км по левому берегу реки Желчи. Длина реки — 9,7 км.

## Данные водного реестра
По данным государственного водного реестра России относится к Балтийскому бассейновому округу, водохозяйственный участок реки — Водные объекты бассейна оз. Чудско-Псковское без р. Великая. Относится к речному бассейну реки Нарва (российская часть бассейна).
Код объекта в государственном водном реестре — 01030000312102000027480.